# Eleccions legislatives belarusses de 2008
El 28 de setembre de 2008 es van celebrar eleccions legislatives a Belarús. Estaven en joc els 110 escons de la Cambra de Representants.
La presidenta de la Comissió Electoral Central del país va anunciar un mes abans de la votació que s'havien registrat 276 candidats per a les eleccions de les 365 que pretenien inicialment presentar-se. Cinc s'havien retirat i es va rebutjar la inscripció als 84 restants. Just abans de les eleccions, el nombre de candidats inscrits es va tornar a reduir a 263; 82 dels candidats eren membres de partits polítics, els altres eren no partidistes lleials al govern.
Segons l'OSCE, les eleccions no van ser democràtiques i la labor dels observadors internacionals es va veure greument obstaculitzada, ja que se'ls va negar l'accés a les instal·lacions on es realitzava el recompte de vots. No obstant això, segons una missió d'observació electoral de la CEI, les eleccions a Belarús es van ajustar a les normes internacionals.